# Костоусово (Режівський міський округ)
Кростоу́сово (рос. Костоусово) — селище у складі Режівського міського округу Свердловської області.
Населення — 330 осіб (2010, 333 у 2002).
Національний склад станом на 2002 рік: росіяни — 84 %.